# Les Chardons du Baragan (roman)
Les Chardons du Baragan (en roumain Bărăgan) est un roman de l'écrivain roumain de langue française Panaït Istrati, paru en 1928. Il est conçu à la fois comme une autobiographie fictive et un roman picaresque et d'apprentissage.

## Résumé

### La vente des poissons
Mataké (en roumain Matache) est un jeune garçon né en Olténie et venu très jeune avec ses parents en Yalomitsa (en roumain Ialomița), en Valachie danubienne. La famille s'établit dans le village de Laténi (Lățeni), sur les rives du bras danubien de Borcea, où elle espère trouver un avenir meilleur.
Le village de Laténi est aux portes de la steppe aride du Baragan sur laquelle ne poussent que des chardons. Avec l'arrivée du puissant vent hivernal du crivatz ils roulent à travers la steppe. La famille vit dans la misère et les habitants du village subsistent principalement grâce à la pêche dans le Danube. Alors qu'il a 14 ans, la mère de Mataké, Anica, achète une charrette et un vieux cheval avec leurs économies et décide de l'envoyer avec son père, Marin, vendre 300 kilos de poisson séché et salé (des carpes) à travers les villages du Baragan. Le père accepte à contrecœur et tous deux partent mais après une semaine dans la steppe des chardons, ils croisent enfin la grande route en direction de la ville de Mărculești. Le poids du poisson étant trop lourd pour le cheval trainant la carriole, il décide de se séparer d'une partie de la marchandise en la vendant aux paysans empruntant la route pour aller faire la cueillette du maïs. Ils réussissent finalement à vendre la moitié du poisson, soit 150 kilos, pour 30 francs. Le père et le fils reprennent ensuite la route mais au bout de 10 km, le cheval s'écroule exténué et meurt. Mataké et son père décident de continuer en abandonnant la cargaison dans la steppe, et après deux jours de marche ils arrivent à Kalarash (en roumain Călărași) où l'adolescent découvre pour la première fois de sa vie ce qu'est une ville.
À Kalarash, le père Marin trouve du travail comme ouvrier en scierie en gagnant 10 francs par jour en moyenne pour pouvoir rapporter à Laténi l'argent du cheval, du chariot et des poissons perdus. Un aubergiste bienveillant leur permet de manger et de dormir sur la paille dans sa grange gratuitement mais, un soir, ils rencontrent Gavrila, une de leurs connaissances de Laténi, qui leur apprend la mort de la mère Anica d'une septicémie à la suite de l'infection au doigt piqué par une arête de poisson. Refusant de retourner dans leur chaumière de Laténi, le père la vend alors à Gavrila pour 30 francs.
Le père Marin et son fils Mataké errent alors à travers le pays de la Yalomitsa, qui traverse le Baragan, à la recherche d'une place de garçon de ferme. Ils sont finalement accueillis dans la ferme d'une boyarde, la mère Doudouca, déshéritée par son père qui avait découvert et fait assassiner l'amant de sa fille. L'hiver approchant, ils décident de rester jusqu'au printemps chez la dame en exerçant la profession de domestique. Mataké joue fréquemment avec les autres enfants du village et fait la connaissance du fils du charron : Ionel, surnommé Brèche-Dent. C'est un garnement qui n'hésite pas à voler du pain au boulanger et à commettre de maigres larcins pour lesquels il est toujours battu violemment par son père. Un matin, Marin part avec d'autres employés de la Doudouca pour aller vendre du fourrage à Giurgeni et il recommande à son fils de ne pas partir à l'arrivée du vent du crivatz, c'est-à-dire de l'hiver.

### La course après les chardons
Une nuit aux alentours de minuit, Brèche-Dent vient toquer à la grange dans laquelle dort Mataké. Il est couvert de bleus après avoir été encore battu par son père. Au petit matin, la porte de la grange est arrachée par le crivatz. Dehors les chardons séchés, fourrage maigre mais tout de même utile, s'envolent et tourbillonnent dans les airs, emportés par le vent. Mataké et Brèche-Dent, suivis par la plupart des enfants du village, partent en courant rattraper les chardons volant à travers les plaines du Baragan. Au bout d'une heure de course, la moitié de leurs camarades ont déjà abandonné et sont revenus au village. Ils ne sont alors plus que 6 à courir après les chardons mais deux autres abandonnent, leurs pieds nus griffés par les épines des chardons, en offrant leurs provisions aux quatre continuant. Brèche-Dent et Mataké s'adonnent alors à du troc avec les deux autres enfants restant en échangeant des morceaux de pain volés au boulanger et des boutons de nacre contre des chaussures neuves et une boîte d'allumettes. Une lieue plus loin, les deux autres camarades abandonnent également et Mataké et son ami se retrouvent seuls au milieu du Baragan.
Rassemblés autour d'un feu de chardons allumé grâce aux allumettes laissées par leurs camarades, ils assistent à l'exécution par deux gendarmes, au milieu de la steppe, d'un condamné à mort. Le soir suivant, les deux garçons atteignent enfin la gare de Tchoulnitza (en roumain Ciulnița) et le petit village qui l'entoure, au cœur du Baragan. Le tenancier du buffet de la gare les accueille chaleureusement et leur offre à manger. Le jour suivant, ils empruntent clandestinement un train de fret en direction de Bucarest mais ils sont découverts par un gendarme ferroviaire et doivent descendre à la gare de Lehliu. Le gendarme qui les a découverts les amène à l'auberge du village mais en y rentrant, le regard de Brèche-Dent croise celui d'un homme au fond de la salle qu'il reconnait comme son frère, Kostaké (en roumain Costache).

### Trois-Hameaux
Kostaké et sa femme, Lina, amènent alors les deux enfants avec eux dans la commune de Trois-Hameaux, dans le département de Vlachka (en roumain Vlașca), où le beau-père de Kostaké, Toma le charron, possédait une grande maison. La maisonnée se composait de Toma et sa femme, de Kostaké et Lina ainsi que de leur jeune enfant Patroutz (en roumain Pătruț : « petit-Pierre »), de Maria la seconde fille de Toma et de son mari le charron Dinou, de quatre apprentis carrossiers et enfin de Toudoritza (en roumain Tudorița), la dernière fille de Toma. Cette dernière vivait recluse dans sa chambre après que son amant Tanasse (en roumain Tănase) avec qui elle devait se fiancer, ait dû épouser la libertine Stana qui attendait un fils du boyard local. Celui-ci avait promis d'annuler toutes les dettes de sa famille et de lui donner des terres et du bétail s'il consentait à sauver sa maîtresse de la honte et d'adopter l'enfant.
Brèche-Dent et Mataké s’intègrent alors à la vie de la famille en participant activement aux tâches ménagères et en aidant également à la cueillette du maïs. Parallèlement, tout le village se plaint de l'autoritarisme du boyard et du maire de la ville, polichinelle du boyard, qui possédaient presque toutes les terres de la commune et envers lesquels presque tous les paysans étaient endettés. La récolte de l'automne 1906 est maigre et les réserves sont rapidement épuisées. Le peuple subit alors la famine et beaucoup de jeunes enfants de la commune de Trois-Hameaux en meurent. Une délégation de paysans demande alors au maire puis à l'administrateur des terres du boyard de leur prêter du fourrage mais les deux refusent catégoriquement.
Un jour, alors que le village est plongé dans la misère et que l'hiver commence à se faire sentir, un ouvrier de la ville arrive au village et commence à distribuer des brochures de la Constitution appelant au droit de vote et au retour des terres aux paysans. Il est rapidement arrêté par les gendarmes qui l'amènent avec eux. Quelques jours après le Nouvel An, des meutes de loups attirés par l'odeur des cadavres d'animaux morts font leurs apparitions autour du village. Le boyard, vivant à Bucarest, se rend alors à Trois-Hameaux pour organiser une chasse. Pendant celle-ci un coup de fusil atteint l'épaule gauche du boyard. Tanasse se dénonça et fut alors exécuté par les pandoures du boyard.

### La révolte de 1907
Un matin de mars 1907, l'instituteur du village, M. Cristea, lit un journal aux habitants du village dans lequel est annoncé que des paysans moldaves se sont révoltés et ont brûlé la demeure d'un grand fermier juif qui les opprimait. Les paysans de Trois-Hameaux répondent que leurs oppresseurs à eux étaient les grands propriétaires et qu'ils se fichaient de la religion de ces gens sans foi ni loi. À ce moment, les deux gendarmes reviennent et obligent les habitants à se disperser ce à quoi un homme répond que selon la Constitution, tant que l'état de siège n'est pas déclaré, les rassemblements sont autorisés. Cet homme fut arrêté par les gendarmes, corrompus par le boyard, et torturé toute la nuit dans la mairie avant d'être relâché, agonisant, le matin suivant. Alors, Stana apparaît et crache au visage de l'un des gendarmes, ce qui déclenche une insurrection. Dans la mêlée, les gendarmes furent tués par les paysans révoltés qui, armés de haches, de fusils et de fourches, continuèrent en direction de la mairie. Costaké, Toudoritza, Brèche-Dent, un des apprentis carrossiers et Mataké en étaient. Le maire et quelques autres propriétaires riches réussirent à s'enfuir à cheval sous les coups des attaquants. Les révoltés continuèrent vers la demeure du boyard. Le boyard n'étant pas présent, ils furent accueillis par l'administrateur qui n'était pas au courant des événements précédents. Ce dernier parvint tout de même à s'enfuir pendant que les assaillants s’emparaient du blé, de la farine, du maïs, du fourrage, de la volaille et du bétail présent en abondance. Ils aspergèrent finalement le manoir de pétrole et y mirent le feu ainsi qu'à la maison du maire. Les huit pandoures du boyard furent massacrés. Brèche-Dent et Mataké avec plusieurs autres enfants volaient quant à eux les jouets présents chez le boyard.

### La fin
Alors que la joie des paysans était à son comble, une détonation retentit dans le village. Elle fut suivie par plusieurs autres : l'armée venait « rétablir l'ordre ». Toudoritza, la femme de Costaké et leur fils furent tous trois tués par un obus. Costaké, Brèche-Dent et Mataké s'enfuirent sur une charrette au milieu des flammes, des cris et des pleurs des paysans. Une fois les ruines du village disparues à l'horizon, ils s’arrêtèrent pour se reposer et permettre aux chevaux de manger et boire. Alors qu'ils dormaient, Brèche-Dent et Mataké entendirent des chevaux et se cachèrent. Ils assistèrent à l'assassinat de Costaké par des soldats, Brèche-Dent perdant ainsi le dernier membre de sa famille. 

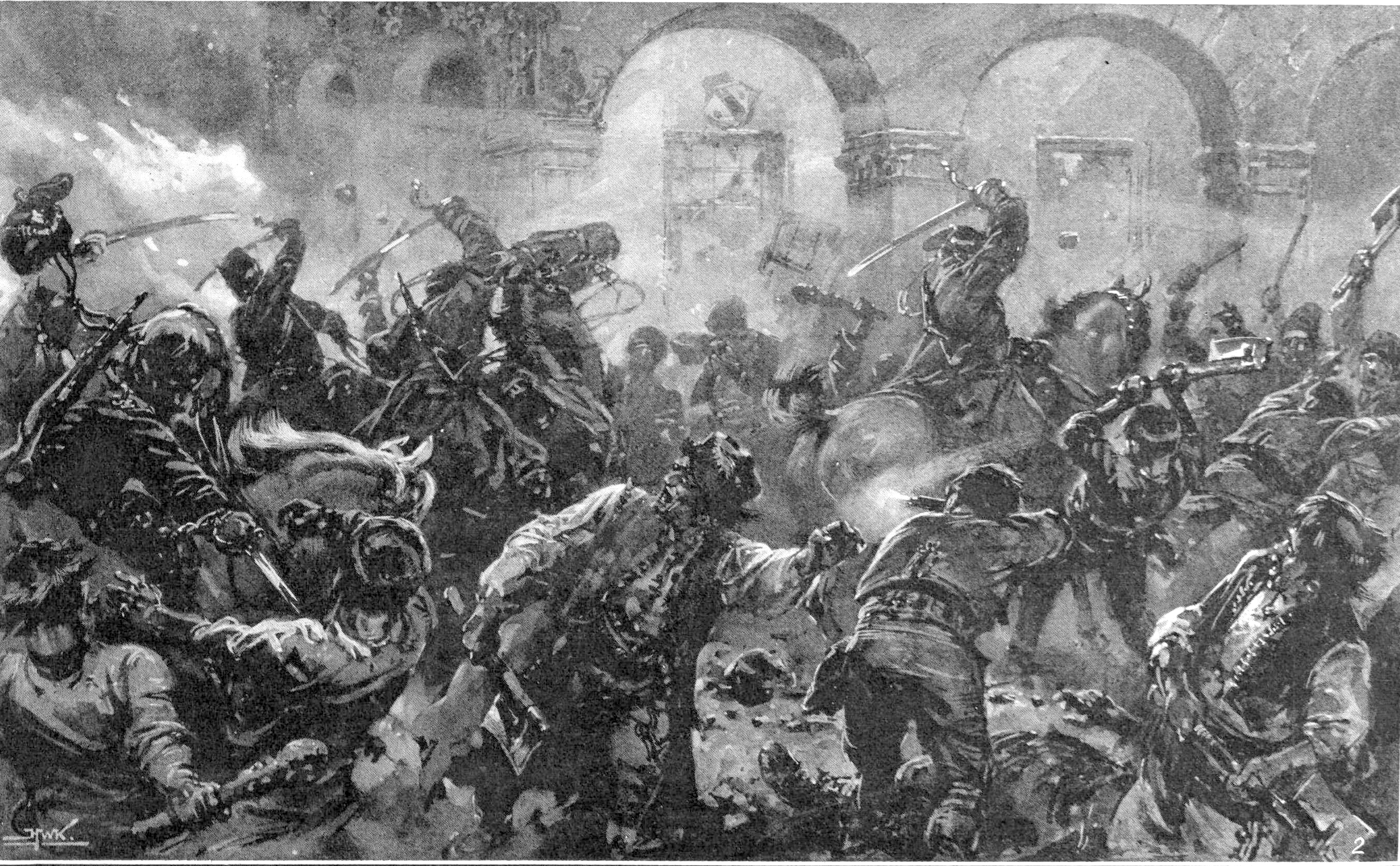
Dessin de Willem Koekkoek montrant la répression de la révolte des paysans roumains par la cavalerie en 1907.

Les deux garçons décident alors de retourner vers la Yalomitsa mais, arrivant au village de Radovanu, ils apprirent la mort de Marin, le père de Mataké, qui avait été fusillé par les soldats car considéré comme un des instigateurs de la révolte pour avoir chanté une chanson contre les boyards. N'ayant plus aucune personne sur qui s'appuyer, Brèche-Dent et Mataké prirent la décision de continuer leur vie de vagabonds à travers les terres de leur pays.

## Contexte historique
À la suite de la sécheresse européenne de 1906, la Roumanie connut en 1907 une grande révolte des paysans pauvres contre le régime latifundiaire dont il existe trois interprétations historiographiques : encyclopédique, communiste et nationaliste. Pour la première, il s'agit d'une révolte sociale sans lendemain due à la sécheresse, la faim, l'endettement des paysans et le système latifundiaire d'avant les réformes agraires de 1921-1923. Pour la deuxième, officielle à l'époque communiste, il s'agit d'une pré-révolution prolétarienne spécifiquement dirigée contre le « régime monarchique bourgeois-latifundiaire » (Regimul monarhist burghezo-moșieresc), annonçant le triomphe de la Révolution russe et s'inscrivant dans le « processus d'éveil du prolétariat mondial ». Pour la troisième, que partagent les ultra-nationalistes roumains (par exemple de la Garde de fer) et l'exégèse nationaliste israélienne, il s'agit d'une « action de la nation roumaine contre les Juifs », qualifiée par les pro-roumains antisémites de « sursaut patriotique défensif contre des parasites » et par les anti-roumains de « pogrom » , les deux s'accordant pour affirmer que « l'identité roumaine elle-même est pétrie d'antisémitisme ». L'étude des documents d'époque montre que les paysans affamés ont tué des exploitants à bail des grands domaines (arendași) et des usuriers (cǎmǎtari) sans se soucier de leurs origines ou religions, qui étaient diverses, parfois juives en Moldavie, surtout dans le nord, mais pas en Valachie, comme le montre le roman d'Istrati.

## Lieux de l'action

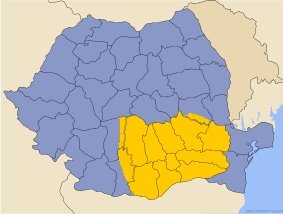
Carte de la Grande Valaquie.

L'action du roman se situe entièrement en Valachie danubienne (plus précisément en Grande Valaquie dans les plaines du Bărăgan). L'emplacement de la ferme de la Doudouca n'est pas précisé mais se trouve aux abords de la rivière Yalomitsa. Aujourd'hui Lehliou est une grande gare de triage et Ciulnița un important nœud ferroviaire dans le Județ de Călărași. La commune des Trois-Hameaux n'existe pas mais est placée par Istrati dans le département de Vlachka.
La capitale Bucarest est citée comme un lieu d'espoir où les enfants pauvres peuvent espérer une vie meilleure, où certains ont même réussi à faire fortune, mais qui est aussi le séjour préféré des boyards qui y vivent paisiblement alors que le reste du pays était, en 1907, à feu et à sang. Lors des réformes constitutionnelles et agraires de 1921-1923, la plupart de ces boyards se trouvèrent désargentés, et ne sachant pas travailler, vécurent d'expédients et connurent à leur tour la pauvreté, comme le décrit Paul Morand dans son livre Bucarest.

## Adaptation cinématographique
Un film réalisé par Gheorghe Vitanidis et Louis Daquin a été tiré de cette œuvre : Les Chardons du Baragan. Ce film qui présente le point de vue du Parti communiste roumain sur la question, avait fait partie de la sélection officielle du Festival de Cannes 1958, représentant la République populaire roumaine, et avait eu quelque renommée dans la gauche française. Dans un débat télévisé en 1972 (époque où la République socialiste de Roumanie dirigée par Nicolae Ceaușescu, qui avait soutenu le Printemps de Prague, apparaissait dans les médias français comme un régime plutôt sympathique du bloc de l'Est), François Mitterrand, alors en plein processus de constitution du Programme commun avec le Parti communiste français, déclara que « dans la Roumanie d'avant le communisme, les boyards s'amusaient à tirer sur les paysans comme sur du gibier », ce qui déclencha les protestations, passées largement inaperçues, de l'historien Emil Turdeanu (ro) (exilé en France, professeur à la Sorbonne) et du dissident Virgil Ierunca (autre exilé travaillant à l'ORTF) selon Virgil Ierunca, Au contraire, éd. Humanitas, Bucarest, 1994 et Nicolae Florescu, Emil Turdeanu et le respect de la vérité, in „Jurnalul literar” no 11, 2000.

## Sources et références

### Sources
- Panaït Istrati, Les Chardons du Baragan, Paris, Les Cahiers Rouges, 1984 (ISBN 978-2-246-13304-9).
- Elena-Brandusa Steiciuc, « Cultures et identités balkano-méditerranéennes dans l’œuvre de Panaït Istrati », sur Loxias, 4 avril 2013 (consulté le 21 février 2016).